# Перехідна функція

Рис. 2.Крива розгону статичного об'єкта. Графічне визначення параметрів кривої розгону.

Перехідна́ фу́нкція — у системах автоматичного регулювання — зміна вихідної величини у часі при подачі на вхід одиничного ступінчастого впливу (перехід системи регулювання від одного сталого режиму до іншого). Рис. 1.
Розрізняють також імпульсну перехідну функцію (функція ваги) — зміну вихідної величини у часі при подачі на вхід одиничного імпульсного впливу.
Перехідна характеристика — графічне зображення перехідної функції.
Крива розгону — перехідна характеристика керованого об'єкта.

## Визначення параметрів кривої розгону
Основними параметрами кривої розгону статичних об'єктів регулювання першого порядку є: 
- постійна часу, Т,

- транспортне запізнювання, τ,

Їх визначення графічним методом показано на рис. 2.